# 博胡米拉·日姆纳乔娃
博胡米拉·日姆纳乔娃（捷克語：Bohumila Řimnáčová，1947年9月9日—），捷克女子竞技体操运动员。她曾代表捷克斯洛伐克参加1968年夏季奥林匹克运动会体操比赛，获得女子团体全能银牌。